# 곡성읍
곡성읍(谷城邑)은 대한민국 전라남도 곡성군의 군청 소재지로 섬진강 곡성분지의 중앙부에 위치하고 있다.

## 개요
인접한 각 군에 통하는 교통의 중심지로 발달하였다. 또한 전라선이 개통된 후 산업이 발달함에 따라 활기를 띠고 있으며, 그리하여 전북특별자치도의 남원과 더불어 섬진강 유역에 있어서 교통의 요지 역할을 하고 있다. 시가지 서쪽에 700ｍ 이상의 고봉이 솟아 있으나, 동쪽으로는 저평하다. 농산물의 집산지이며, 목기, 죽기 등의 수공업이 많으며, 이들의 집산지이기도 하다.

## 행정 구역
| 법정리 | 한자명 | 행정리                                                                      |
| ------ | ------ | --------------------------------------------------------------------------- |
| 교촌리 | 校村里 | 교촌리                                                                      |
| 구원리 | 舊院里 | 구원리1구, 구원리2구                                                        |
| 대평리 | 大坪里 | 대평리1구, 대평리2구, 마평리(馬坪里)                                        |
| 동산리 | 東山里 | 동산리                                                                      |
| 묘천리 | 猫川里 | 묘천리1구, 묘천리2구                                                        |
| 서계리 | 西溪里 | 서계리                                                                      |
| 신리   | 新里   | 신리                                                                        |
| 신기리 | 新基里 | 신기리1구, 신기리2구, 신기리3구                                             |
| 신월리 | 新月里 | 신월리, 월평리(月坪里)                                                      |
| 월봉리 | 月峰里 | 월봉리                                                                      |
| 읍내리 | 邑內里 | 읍내리1구, 읍내리2구, 읍내리3구, 읍내리4구, 읍내리5구, 읍내리6구, 읍내리7구 |
| 장선리 | 長善里 | 장선리1구, 장선리2구                                                        |
| 죽동리 | 竹洞里 | 죽동리                                                                      |
| 학정리 | 鶴亭里 | 학정리1구, 학정리2구                                                        |

## 참고 문헌
- 이 문서에는 다음커뮤니케이션(현 카카오)에서 GFDL 또는 CC-SA 라이선스로 배포한 글로벌 세계대백과사전의 내용을 기초로 작성된 글이 포함되어 있습니다.

## 학교
- 곡성중앙초등학교
- 곡성동초등학교 (폐교) - 곡성읍 섬진강로 2584 (장선리)
- 곡성서초등학교 (폐교) - 곡성읍 학교로 103 (읍내리)
- 곡성중학교
- 곡성고등학교
- 전남조리과학고등학교